# Большие Боры
Большие Боры — деревня в Старорусском муниципальном районе Новгородской области, с весны 2010 года относится к Великосельскому сельскому поселению. На 1 января 2011 года постоянное население деревни — 267 жителей, число хозяйств — 95.

## География
Деревня расположена на реке Боровлянка, в 32 километрах к югу от административного центра муниципального района — города Старая Русса.

## История
Упоминается как Белоусов Бор в Дретонском погосте, в писцовых книгах Шелонской пятины с 1498 года в волости Дретона Спасского Русского монастыря.
В Новгородской губернии деревня была приписана к Старорусскому уезду.
Решением Горьковского облисполкома 15.01.1973 № 20 деревни Белоусов Бор, Щетин Бор, Маловасильевский Бор объединены в д. Большие Боры.
Затем деревня — центр Дретенского сельсовета Старорусского района, а до с весны 2010 года — административный центр ныне упразднённого Большеборского сельского поселения.

## Население
| 2010 | 2011 | 2012 | 2013 |
| ---- | ---- | ---- | ---- |
| 264  | ↗267 | ↘243 | ↘239 |

## Инфраструктура
Личное подсобное хозяйство.

## Транспорт
Деревня расположена на пересечении автомобильных дорог в Старую Руссу, Речные Котцы, Селькаву, Сотско и Бракловицы.
Ближайшая железнодорожная станция расположена в Тулебле.